# Peter Hoeltzenbein
Peter Hoeltzenbein (ur. 7 kwietnia 1971 w Münsterze) – niemiecki wioślarz. Srebrny medalista olimpijski z Barcelony.

## Życiorys
Urodził się w RFN i do zjednoczenia Niemiec startował w barwach tego kraju. Zawody w 1992 były jego jedynymi igrzyskami olimpijskimi. Srebro wywalczył w dwójce bez sternika, partnerował mu Colin von Ettingshausen. Dwukrotnie zostawał medalistą mistrzostw świata, po złoto sięgając w 1993 w ósemce, a po srebro w 1994 w dwójce bez sternika wspólnie z Thorstenem Streppelhoffem